# Celuloid (album)
Celuloid – jazzowy album duetu gitarowego, tj. Marka Napiórkowskiego i Artura Lesickiego, będący hołdem dla polskich kompozytorów muzyki filmowej, wydany 11 września 2015 przez V Records (nr kat. 009). Płyta została nominowana do nagrody Fryderyka 2016 w kategorii Jazzowy Album Roku.

## Lista utworów
1. „Lalka” (Andrzej Kurylewicz)
2. „Pożegnanie z Marią” (Tomasz Stańko)
3. „Celuloid” (Marek Napiórkowski)
4. „Wojna domowa” (Jerzy 'Duduś' Matuszkiewicz)
5. „Nim wstanie dzień” (Krzysztof Komeda)
6. „Crazy Script” (Artur Lesicki)
7. „Człowiek z żelaza” (Andrzej Korzyński)
8. „Death and the Maiden: Roberto’s Last Chance” (Wojciech Kilar)
9. „Celuloid – reprise” (Marek Napiórkowski)

## Twórcy
- Marek Napiórkowski – gitara klasyczna, gitara akustyczna, gitara dwunastostrunowa, mini Martin, gitara elektryczna
- Artur Lesicki – gitara akustyczna, gitara elektryczna, charango